# قلعة أميد أباد
قلعة أميد أباد (بالفارسية: قلعه امید آباد) هي قرية تقع في قسم ميزدج عليا الريفي في إيران. يقدر عدد سكانها بـ 198 نسمة بحسب إحصاء 2016.